# 汉中专区
汉中专区，陕西省已撤消的专区。
1953年由南郑专区改名。在今陕西省南部。辖南郑、留坝、沔县、宁强、略阳、洋县、佛坪、城固、镇巴、西乡、褒城、凤县等县及新设的黎坪中心区（县级）。专员公署驻汉中市。1958年汉中市划入；撤销佛坪、南郑、褒城、留坝四县；撤销黎坪中心区。1960年凤县划归宝鸡市。1961年恢复佛坪、南郑、留坝三县。1963年汉中市由省直辖。1964年汉中市划入撤市设县；沔县改名勉县。1969年改置汉中地区。